# Phares de Buckie
Pour les articles homonymes, voir Fastnet.
Les phares de Buckie sont deux phares construit dans le port de Buckie dans l'ancien comté de Moray (maintenant dans le Grampian, au nord-est de l'Écosse.
Ils sont gérés par l'autorité portuaire de Buckie.

## Histoire
Buckie North Pier :
Le feu directionnel de port est une tour ronde en pierre, avec galerie et petite lanterne, peinte en blanc, au bout de la jetée datant des années 1870. D'un plan focal de 15 m au-dessus du niveau de la mer, le feu émet un éclair rouge de 3 secondes toutes les 7 secondes.
Identifiant : ARLHS : SCO-333 - Amirauté : A3394 - NGA : 2840.
Buckie Cliff Terrace :
Sur la falaise se trouve aussi une tourelle effilée en fonte de 10 m de haut, peinte en blanc avec le dôme de la lanterne peint en rouge. Celle-ci a un plan focal de 20 m au-dessus du niveau de la mer et émet un éclat vert ou blanc, selon direction, d'une seconde
Identifiant : Amirauté : A3396.1 - NGA : 2844.

### Lien connexe
- Liste des phares en Écosse